# Red Horner
Pour les articles homonymes, voir Horner.
Temple de la renommée : 1965
George Reginald Horner, dit Red Horner, (né le 28 mai 1909 à Hamilton en Ontario au Canada — mort le 27 avril 2005 à Toronto au Canada) est un joueur professionnel de hockey sur glace.

## Biographie
Il a évolué dans la Ligue nationale de hockey en tant que défenseur dans les années 1930 et 1940. Il joue toute sa carrière au sein des équipes de hockey de Toronto, que ce soit avec l'équipe junior des Marlies de Toronto de l'Association de hockey de l'Ontario — aujourd'hui Ligue de hockey de l'Ontario — ou professionnellement avec les Maple Leafs de Toronto. Au cours de sa carrière, il est surtout connu pour son rôle physique n'hésitant pas à combattre les joueurs adverses.
En 1932, il remporte la Coupe Stanley avec les Maple Leafs.
Le 3 novembre 1937, il participe au Match des étoiles, organisé afin de récolter de l'argent pour la famille de Howie Morenz en deuil. Il s'agit du deuxième Match des étoiles joué par la LNH et oppose une sélection de la LNH contre une sélection des meilleurs joueurs des deux équipes de Montréal : les Canadiens et les Maroons. L'équipe des vedettes de Montréal perd 5-6 contre l'équipe de la LNH mais plus de 25 000 $ sont collectés,.

## Statistiques
| Saison     | Équipe                 | Ligue          |     | Saison régulière | Saison régulière | Saison régulière | Saison régulière | Saison régulière |   | Séries éliminatoires | Séries éliminatoires | Séries éliminatoires | Séries éliminatoires | Séries éliminatoires |
| Saison     | Équipe                 | Ligue          | PJ  | B                | A                | Pts              | Pun              | PJ               | B | A                    | Pts                  | Pun                  |                      |                      |
| 1926-1927  | Marlies de Toronto     | AHO            | 9   | 5                | 1                | 6                |                  | 2                | 0 | 0                    | 0                    | 0                    |                      |                      |
| 1927-1928  | Marlies de Toronto     | AHO            | 9   | 4                | 5                | 9                | 2                | 2                | 0 | 0                    | 0                    | 0                    |                      |                      |
| 1927-1928  | Marlies de Toronto     | AHO Sr.        | 1   | 0                | 0                | 0                | 0                |                  |   |                      |                      |                      |                      |                      |
| 1928       | Marlies de Toronto     | Coupe Memorial | 11  | 7                | 5                | 12               |                  |                  |   |                      |                      |                      |                      |                      |
| 1928-1929  | Marlies de Toronto     | AHO Sr.        | 2   | 0                | 0                | 0                |                  |                  |   |                      |                      |                      |                      |                      |
| 1928-1929  | Maple Leafs de Toronto | LNH            | 22  | 0                | 0                | 0                | 30               | 4                | 1 | 0                    | 1                    | 2                    |                      |                      |
| 1929-1930  | Maple Leafs de Toronto | LNH            | 33  | 2                | 7                | 9                | 96               |                  |   |                      |                      |                      |                      |                      |
| 1930-1931  | Maple Leafs de Toronto | LNH            | 42  | 1                | 11               | 12               | 71               | 2                | 0 | 0                    | 0                    | 4                    |                      |                      |
| 1931-1932  | Maple Leafs de Toronto | LNH            | 42  | 7                | 9                | 16               | 97               | 7                | 2 | 2                    | 4                    | 20                   |                      |                      |
| 1932-1933  | Maple Leafs de Toronto | LNH            | 48  | 3                | 8                | 11               | 144              | 9                | 1 | 0                    | 1                    | 10                   |                      |                      |
| 1933-1934  | Maple Leafs de Toronto | LNH            | 40  | 11               | 10               | 21               | 146              | 5                | 1 | 0                    | 1                    | 6                    |                      |                      |
| 1934-1935  | Maple Leafs de Toronto | LNH            | 46  | 4                | 8                | 12               | 125              | 7                | 0 | 1                    | 1                    | 4                    |                      |                      |
| 1935-1936  | Maple Leafs de Toronto | LNH            | 43  | 2                | 9                | 11               | 167              | 9                | 1 | 2                    | 3                    | 22                   |                      |                      |
| 1936-1937  | Maple Leafs de Toronto | LNH            | 48  | 3                | 9                | 12               | 124              | 2                | 0 | 0                    | 0                    | 7                    |                      |                      |
| 1937-1938  | Maple Leafs de Toronto | LNH            | 47  | 4                | 20               | 24               | 92               | 7                | 0 | 1                    | 1                    | 14                   |                      |                      |
| 1938-1939  | Maple Leafs de Toronto | LNH            | 48  | 4                | 10               | 14               | 85               | 10               | 1 | 2                    | 3                    | 26                   |                      |                      |
| 1939-1940  | Maple Leafs de Toronto | LNH            | 31  | 1                | 9                | 10               | 87               | 9                | 0 | 2                    | 2                    | 55                   |                      |                      |
| Totaux LNH | Totaux LNH             | Totaux LNH     | 490 | 42               | 110              | 152              | 1 264            | 71               | 7 | 10                   | 17                   | 170                  |                      |                      |